# Iranian Journal of Botany
Iranian Journal of Botany (abreviado Iranian J. Bot.) es una revista con ilustraciones y descripciones botánicas que es editada en Teherán desde el año 1976.